# Sada Abe
Sada Abe (阿部 定, Abe Sada) (28 de maig de 1905 - després de 1971) va ser una geisha i prostituta japonesa que va assassinar el seu amant, Kichizō Ishida (石田吉蔵), per estrangulació el 18 de maig de 1936, abans de tallar-li el seu penis i testicless i portat-los amb ella al seu kimono. La història es va convertir en una sensació nacional al Japó, adquirint matisos mítics, i ha estat interpretada per artistes, filòsofs, novel·listes i cineastes. Abe va ser alliberada després de complir cinc anys a la presó i va escriure una autobiografia.

## Antecedents familiars
Sada Abe va ser la setena de vuit fills de Shigeyoshi i Katsu Abe, una família de classe mitjana alta de fabricants de tatamis al barri de Kanda (Tòquio) a Tòquio. Només quatre dels nens Abe van sobreviure fins a l'edat adulta, i d'ells Sada era el més jove. El pare de Sada, originari de la prefectura de Chiba, havia estat adoptat a la família Abe per ajudar amb el negoci, que finalment va heretar. A l'edat de 52 anys en el moment del naixement de Sada, Shigeyoshi Abe va ser descrit per la policia com "un home honest i recte" que no tenia ni vicis notables ni cap frec amb la llei, tot i que alguns coneguts van dir que era una mica egocèntric, amb gust per l'extravagància. De la mateixa manera, la mare de Sada no tenia cap imperfecció legal o moral coneguda al seu registre.
El germà de Sada, Shintarō, era conegut com a faldiller i, després del seu matrimoni, va fugir amb els diners dels seus pares. Se sabia que la seva germana Teruko tenia diversos amants. El pare de Sada va enviar Teruko a treballar en un prostíbul, llavors una manera gens estranya de castigar la promiscuïtat sexual femenina al Japó, encara que aviat la va recuperar. El passat de Teruko no es considerava un obstacle per al matrimoni per als de la classe dels Abes en aquell moment, i aviat es va casar.

## Primers anys
L'Abe va néixer l'any 1905. La seva mare estimava Sada, que era el seu fill supervivent més petit, i li va permetre fer el que volgués. Va animar l'Abe a prendre lliçons de cant i de tocar el shamisen, ambdues activitats que, aleshores, estaven més estretament associades amb la geisha i prostituta que amb l'esforç artístic clàssic. Les geishes eren considerades celebritats glamuroses en aquell moment, i la mateixa Abe va perseguir aquesta imatge saltant-se l'escola per les classes de música i amb un maquillatge elegant.
A mesura que els problemes familiars dels seus germans Teruko i Shintarō es feien més urgents, l'Abe sovint era enviada fora de casa sola. Aviat es va trobar amb un grup d'adolescents igualment independents. Als 14 anys, durant una de les seves sortides amb aquest grup, va ser violada dels seus coneguts, un estudiant de la Universitat de Keio. Els seus pares inicialment la van defensar i donar suport, però es va convertir en una adolescent difícil. A mesura que Abe es va tornar més irresponsable i incontrolable, els seus pares la van vendre a una casa de geishes a Yokohama el 1922, amb l'esperança de trobar-li un lloc a la societat amb alguna direcció. Toku Abe, la germana gran de Sada, va declarar que Sada volia convertir-se en geisha. La mateixa Sada, però, va afirmar que el seu pare la va convertir en geisha com a càstig per la seva promiscuïtat.
La trobada d'Abe amb el món de les geishes va resultar frustrant i decebedora. Per convertir-se en una autèntica estrella entre les geishes calia un aprenentatge des de la infància, amb anys dedicats a entrenar i estudiar arts i música. Abe mai va progressar més enllà d'un rang baix, i un dels seus deures principals era proporcionar sexe als clients. Va treballar durant cinc anys en aquesta capacitat i finalment va contreure sífilis. Com que això significava que s'hauria de sotmetre a exàmens físics periòdics, tal com ho faria una prostituta amb llicència legal, Abe. va decidir entrar en una professió més ben pagada.

## Començament de la dècada del 1930

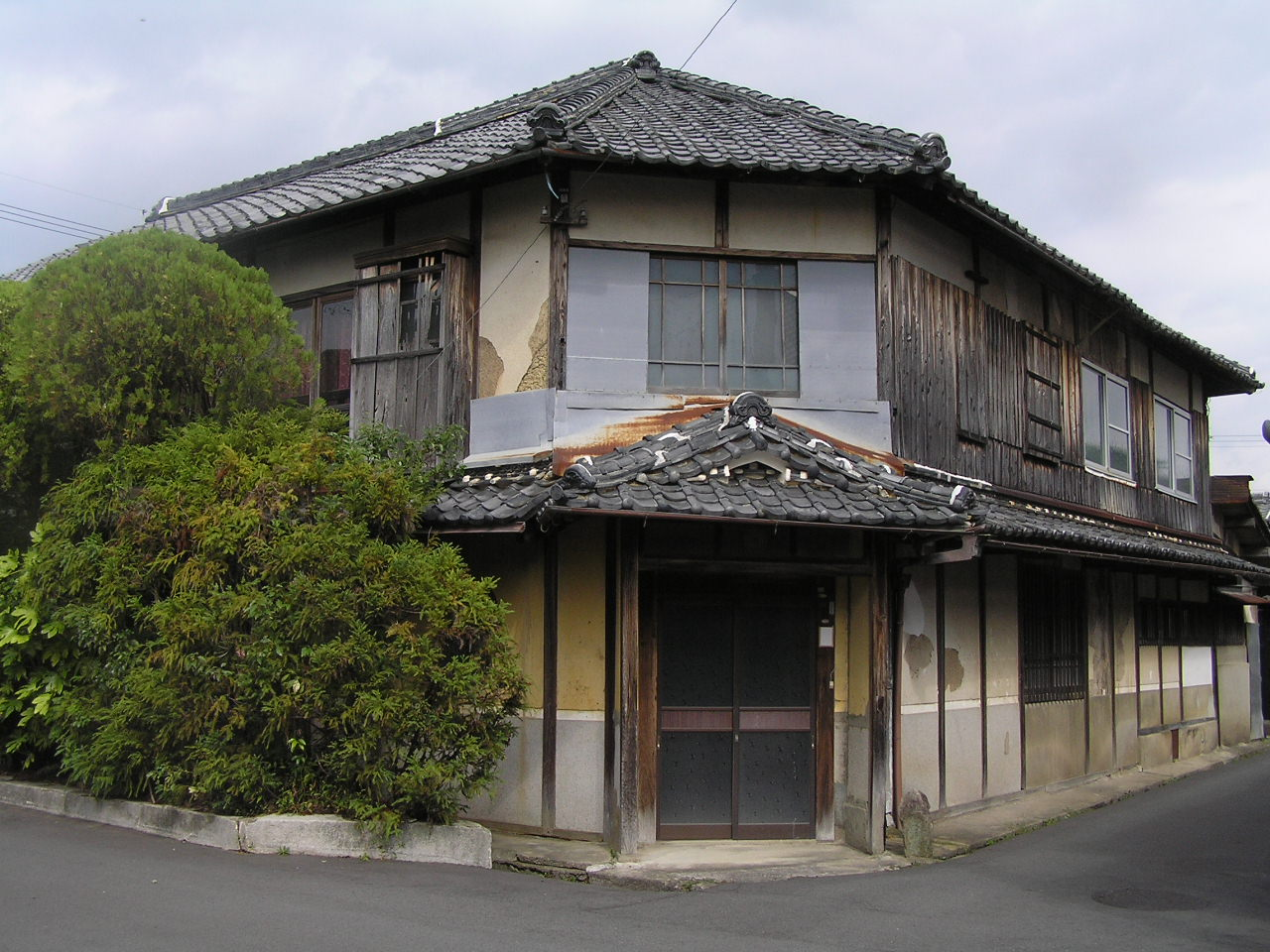
El bordell on Abe va ser arrestada

L'Abe va començar a treballar com a prostituta al famós districte de prostíbuls Tobita d'Osaka, però aviat es va guanyar una reputació com a problemàtica. Va robar diners als clients i va intentar abandonar el bordell diverses vegades, però aviat va ser localitzada pel sistema de prostitució legal ben organitzat. Després de dos anys, Abe finalment va aconseguir fugir del sistema de prostitució amb llicència i va començar a treballar com a cambrera. No obstant això, no satisfeta amb el salari, aviat va tornar a treballar com a prostituta, encara que ara sense llicència, i va començar a treballar als bordells sense llicència d'Osaka el 1932. La mare d'Abe va morir el gener de 1933, i Abe va viatjar a Tòquio per visitar el seu pare i la tomba de la seva mare. Va entrar al mercat de la prostitució a Tòquio i allà es va convertir en mestressa per primera vegada. Quan el seu pare va emmalaltir greument el gener de 1934, Abe el va guarir durant deu dies fins a la seva mort.
L'octubre de 1934, Abe va ser arrestada en una batuda policial al bordell sense llicència en què treballava en aquell moment. Kinnosuke Kasahara, un amic ben connectada del propietari del prostíbul, va organitzar la seva posada en llibertat. Kasahara es va sentir atret per Abe, trobant que no tenia deutes, i amb l'acord d'Abe, la va convertir en la seva amant. El 20 de desembre de 1934 va instal·lar una casa per a l'Abe i també li va proporcionar uns ingressos. En la seva declaració a la policia, va recordar: "Ella era molt forta, molt poderosa. Tot i que estic bastant cansat, va ser suficient per sorprendre'm. No estava satisfeta tret que ho fessim dues, tres o quatre vegades per nit, per a ella era inacceptable si no tenia la mà a les seves parts íntimes tota la nit... Al principi va ser genial, però després d'un parell de setmanes em vaig esgotar una mica." Quan Abe va suggerir que Kasahara deixés la seva dona per casar-se amb ella, es va negar. Aleshores va demanar a Kasahara que li permetés agafar un altre amant, cosa a la que també es va negar. Després, la seva relació va acabar, i per escapar-se d'Abe se'n va anar a Nagoya. Kasahara va acabar el seu testimoni amb un comentari enfadat sobre Abe: "És una bandarra i una meuca. I tal com queda clar el que ha fet, és una dona a qui els homes haurien de temer." De la mateixa manera, Abe va recordar Kasahara en termes menys que afalagadors, dient: " No m'estimava i em tractava com un animal. Era la mena d'escòria que em suplicava quan li deia que havíem de trencar."
Abe va anar a Nagoya el 1935, amb la intenció de deixar de nou la indústria del sexe, i va començar a treballar com a minyona en un restaurant. Aviat es va relacionar sentimentalment amb un client del restaurant, Gorō Ōmiya, professor i banquer que aspirava a ser membre de la Dieta del Japó. Sabent que el restaurant no toleraria que una minyona tingués relacions sexuals amb clients, i havent-se avorrit de Nagoya, va tornar a Tòquio al juny. L'Ōmiya va conèixer l'Abe a Tòquio i, al descobrir que havia contret sífilis anteriorment, va pagar la seva estada a un complex d'aigües termals a Kusatsu des de novembre fins al gener de 1936. Al gener, Ōmiya va suggerir que Abe podria arribar a ser econòmicament. independent obrint un petit restaurant i va recomanar que comencés a treballar com a aprenent en el negoci de la restauració.

## Relació amb Kichizō Ishida
De tornada a Tòquio, l'Abe va començar a treballar com a aprenent al restaurant Yoshidaya l'1 de febrer de 1936. El propietari d'aquest establiment, Kichizō Ishida, aleshores de 42 anys, havia començat com a aprenent en un restaurant. especialitzat en plats d'anguila. Havia obert Yoshidaya al barri de Nakano de Tòquio el 1920. Quan Abe es va unir al seu restaurant, Ishida era un conegut faldiller que aleshores feia poc que dirigia el restaurant, que de fet havia passat a ser gestionat principalment per la seva dona.
Poc després que l'Abe comencés a treballar a Yoshidaya, Ishida va començar a fer avenços amorosos cap a ella. L'Ōmiya mai havia satisfet l'Abe sexualment, i va respondre als enfocaments de l'Ishida. A mitjans d'abril, Ishida i Abe van iniciar la seva relació sexual al restaurant amb l'acompanyament d'una balada romàntica cantada per una de les geishes del restaurant. El 23 d'abril de 1936, Abe i Ishida es van reunir per una trobada sexual prèviament concertada a una casa de te, o machiai, l'equivalent contemporani d'un love hotel—al barri de Shibuya. Només planejant una breu aventura, la parella va romandre al llit durant quatre dies. La nit del 27 d'abril es van traslladar a una altra casa de te al llunyà barri de Futako Tamagawa on van continuar bevent i tenint relacions sexuals, ocasionalment amb l'acompanyament del cant d'una geisha, i continuava fins i tot quan les minyones entraven a l'habitació per servir sake. A continuació es van traslladar al barri d'Ogu. Ishida no va tornar al seu restaurant fins al matí del 8 de maig, després d'una absència d'unes dues setmanes. D'Ishida, Abe va dir més tard: "És difícil dir exactament el que era tan bo d'Ishida. Però era impossible dir res dolent sobre el seu aspecte, la seva actitud, la seva habilitat com a amant, la forma en què expressava els seus sentiments. Mai havia conegut un home tan sexy."
Després d'acabar la seva trobada de dues setmanes, Abe es va agitar i va començar a beure en excés. Va dir que amb Ishida havia arribat a conèixer l'amor veritable per primera vegada a la seva vida, i la idea que Ishida tornés amb la seva dona la va fer sentir gelosa. Poc més d'una setmana abans de la mort final d'Ishida, Abe va començar a planejar el seu assassinat. El 9 de maig de 1936, va assistir a una obra de teatre en què una geisha va atacar el seu amant amb un ganivet gran, després de la qual cosa va decidir amenaçar Ishida amb un ganivet a la seva propera reunió. L'11 de maig, l'Abe va empenyorar part de la seva roba i va utilitzar els diners per comprar un ganivet de cuina. Més tard va descriure la trobada amb Ishida aquella nit: "Vaig treure el ganivet de cuina de la meva bossa i el vaig amenaçar com s'havia fet a l'obra que havia vist, dient:" Kichi, vas portar aquest kimono només per complaure a un dels els teus clients preferits, bastard, et mataré per això. Ishida es va engegar i es va allunyar una mica, però semblava encantat amb tot..."

## Assassinat d'Ishida

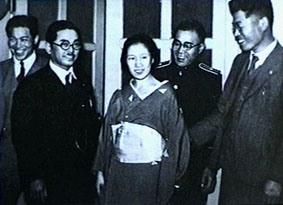
Foto de diari feta poc després de la detenció d'Abe, a la comissaria de policia de Takanawa, Tòquio el 20 de maig de 1936

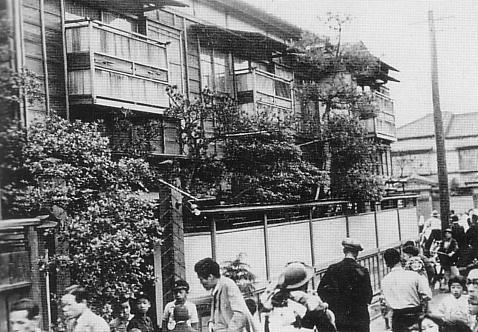
Lloc de l'"Incident d'Abe Sada"

Ishida i Abe van tornar a Ogu, on van romandre fins a la seva mort. Durant l'amor, aquesta vegada, l'Abe va posar el ganivet a la base del penis de l'Ishida i va dir que s'asseguraria que mai jugaria amb una altra dona. Ishida se’n va riure d'això. Dues nits després d'aquest atac de sexe, l'Abe va començar a escanyar Ishida, i ell li va dir que continués, dient que això augmentava el seu plaer (asfíxia eròtica). Ella també va fer que ell li fes a ella. La nit del 16 de maig de 1936, l'Abe va utilitzar el seu obi per tallar la respiració d'Ishida durant l'orgasme, i tots dos van gaudir-ne. Ho van repetir durant dues hores més. Un cop l'Abe va aturar l'estrangulació, la cara de l'Ishida es va distorsionar i no tornaria a la seva aparença normal. Ishida va prendre trenta pastilles d'un sedant anomenat Calmotin per intentar calmar el seu dolor. Segons l'Abe, quan l'Ishida va començar a adormir-se, li va dir: "Em posaràs el cordó al coll i el tornaràs a estrènyer mentre dormo, oi... Si comences a escanyar-me, no paris, perquè després és molt dolorós". Abe va comentar que es preguntava si havia volgut que el matés, però reflexionant-hi va decidir que devia estar fent broma.
Cap a les 2 am del 18 de maig de 1936, mentre Ishida dormia, l'Abe li va embolicar la faixa dues vegades al coll i el va estrangular fins a la mort. Més tard va dir a la policia: "Després d'haver matat a Ishida em vaig sentir totalment a gust, com si m'hagués aixecat una gran càrrega de les espatlles, i vaig sentir una sensació de claredat". Després d'estar estirada amb el cos d'Ishida durant unes hores, després li va tallar el penis i els testicles amb el ganivet de cuina, els va embolicar en la portada d'una revista i els va guardar fins a la seva detenció tres dies després. Amb la sang va escriure Sada, Ishida no Kichi Futari-kiri (定、石田の吉二人キリ, "Nosaltres, Sada i Kichi(zō) Ishida, estem sols") a la cuixa esquerra d'Ishida, i en un llençol. Després va gravar 定 ("Sada", el caràcter del seu nom) al braç esquerre. Després de posar-se la roba interior de l'Ishida, va sortir de la posada cap a les 8 del matí i va dir al personal que no molestés Ishida.
Després de sortir de la fonda, l'Abe va trobar el seu antic amant Gorō Ōmiya. Ella es va disculpar repetidament amb ell, però l'Ōmiya, sense saber l'assassinat, va suposar que demanava perdó per haver pres un altre amant. En realitat, les disculpes d'Abe van ser pel dany a la seva carrera política que ella sabia que la seva associació amb ella havia causat. Després de descobrir el cos d'Ishida, es va iniciar una recerca contra a l'Abe, que havia desaparegut. El 19 de maig de 1936 els diaris van recollir la notícia. La carrera d'Ōmiya es va arruïnar i la vida d'Abe va estar sota un intens escrutini públic a partir d'aquell moment.

## Pànic d’Abe Sada
Les circumstàncies de la mort d'Ishida van causar immediatament una sensació nacional. El frenesí posterior per la recerca d'Abe es va anomenar "pànic d'Abe Sada". La policia va rebre informes que havien vist Abe a diverses ciutats, i un avís fals gairebé va provocar una estampida a Ginza, donant lloc a un gran embús. En referència al recent cop fallit a Tòquio, l'Incident del 26 de febrer o "Incident Ni Ni-Roku" ("2-26" o "26 de febrer"), el crim va ser batejat satíricament com l'incident "Go Ichi-Hachi" ("5-18" o "18 de maig").
El 19 de maig de 1936, l'Abe va anar a comprar i va veure una pel·lícula. Amb pseudònim, es va allotjar en una fonda de Shinagawa el 20 de maig, on es va fer un massatge i es va beure tres ampolles de cervesa. Es va passar el dia escrivint cartes de comiat a Ōmiya, un amic i Ishida. Abe planejava suïcidar-se una setmana després de l'assassinat, i va practicar la necrofília. "Em vaig sentir enganxada al penis d'Ishida i vaig pensar que només després d'acomiadar-me d'ell en silenci podria morir. Vaig desembolicar el paper que els sostenia i vaig mirar el seu penis i l'escrot. Vaig posar el seu penis a la boca i fins i tot vaig intentar introduir-lo dins. jo... No va funcionar, però ho vaig seguir intentant i intentant. Aleshores, vaig decidir fugir a Osaka, quedant-me amb el penis d'Ishida tot el temps. Al final, saltaria des d'un penya-segat al Mont Ikoma mentre agafava el seu penis."
A les 4:00 de la tarda, els detectius policials, sospitant de l'àlies amb què s'havia registrat l'Abe, van anar a la seva habitació. "No sigueu tan formals", els va dir, "Esteu buscant Sada Abe, oi? Bé, aquest sóc jo. Sóc Sada Abe". Com que la policia no estava convençuda, va mostrar els genitals d'Ishida com a prova.
Abe va ser arrestada i interrogada durant vuit sessions. Quan se li va preguntar per què havia tallat els genitals d'Ishida, Abe va respondre: "Perquè no podia portar el seu cap o cos amb mi. Volia agafar-me la part d'ell que em portava els records més vius." L'oficial que va interrogar es va commoure pel comportament d'Abe quan li van preguntar per què havia matat a Ishida. "De seguida es va emocionar i els seus ulls brillaven d'una manera estranya." La seva resposta va ser: "L'estimava tant, el volia per a mi. Però com que no érem marit i muller, mentre va viure podria ser abraçat per altres dones. Sabia que si el matava cap altra dona no el podria tornar a tocar, així que el vaig matar..." En intentar explicar què va distingir el cas d'Abe de més d'una dotzena d'altres casos similars al Japó, William Johnston suggereix que és aquesta resposta la que va captar la imaginació de la nació: "Ella havia assassinat no per gelosia sinó per amor." Mark Schreiber assenyala que l'incident de Sada Abe es va produir en un moment en què els mitjans japonesos estaven preocupats per un malestar polític i militar extrem, inclòs l'Incident Ni-Ni-Roku i una guerra imminent a la Xina. Suggereix que un escàndol sexual sensacionalista com aquest va servir com un benvingut alliberament nacional dels esdeveniments inquietants de l'època. El cas també va tocar la corda amb l’estil popular de l’època "ero guro nansensu" ("eròtic-grotesc-sense sentit"), i l'incident de Sada Abe va arribar a representar aquest gènere durant anys.
Quan es van fer públics els detalls del crim, van començar a circular rumors que el penis d'Ishida era d'una mida extraordinària; tanmateix, l'oficial de policia que va interrogar Abe després de la seva detenció ho va negar, dient: "El d'Ishida era normal. [Abe] em va dir:" La mida no fa un home al llit. La tècnica i el seu desig d'agradar-me eren el que m'agradava de l’Ishida. Després de la seva detenció, el penis i els testicles d'Ishida van ser traslladats al Museu de Patologia de la Facultat de Medicina de la Universitat de Tòquio. Van ser exposats al públic poc després del final de la Segona Guerra Mundial, però des de llavors han desaparegut.

## Judici i condemna
El primer dia del judici d'Abe va ser el 25 de novembre de 1936 i a les 5 del matí. La multitud ja s'estava reunint per assistir-hi. El jutge que presidia el judici va admetre haver estat excitat sexualment per alguns dels detalls implicats en el cas, però es va assegurar que el judici es celebrés amb el màxim de seriositat. La declaració d'Abe abans de rebre la sentència va començar: "El que més em penedeixo d'aquest incident és que he arribat a ser malentesa com una mena de pervertida sexual... Mai hi havia hagut un home a la meva vida com Ishida. Hi havia homes que m'agradaven i amb qui vaig dormir sense acceptar diners, però cap em va fer sentir com ho vaig fer ell."
El 21 de desembre de 1936, Abe va ser condemnada per assassinat i mutilació d'un cadàver. Tot i que la fiscalia demanava deu anys, i Abe va afirmar que desitjava la pena de mort, de fet va ser condemnada a només sis anys de presó. Abe va ser tancada al centre penitenciari de dones de Tochigi, on era la reclusa número 11. La seva condemna va ser commutada el 10 de novembre de 1940, amb motiu de les celebracions del 2.600 aniversari de la mítica fundació del Japó, quan l'emperador Jinmu va pujar al tron. Abe va ser alliberada, exactament cinc anys després de l'assassinat, el 17 de maig de 1941.
El registre policial de l'interrogatori i la confessió d'Abe es va convertir en un èxit de vendes nacional el 1936. Christine L. Marran situa la fascinació nacional per la història d'Abe en el context de l'estereotip dokufu (毒婦) o "dona verinosa", un tipus de personatge femení transgressor que s'havia fet popular per primera vegada a les novel·les serialitzades i obres escèniques japoneses a la dècada de 1870. Arran de la popular literatura de "dona verinosa", les autobiografies confessionals de dones criminals havien començat a aparèixer a finals de la dècada de 1890. A principis de la dècada de 1910, els escrits autobiogràfics de dones criminals van agafar un to sense disculpes i de vegades incloïen crítiques del Japó i la societat japonesa. Kanno Suga, que va ser penjada el 1911 per conspirar per assassinar de l'Emperador Meiji en el que es coneixia com l'Incident d'alta traïció, va escriure assajos obertament rebels mentre estava a la presó. Fumiko Kaneko, que va ser condemnada a mort per un complot per bombardejar la família imperial, va utilitzar la seva notorietat per parlar contra el sistema imperial i el racisme i el paternalisme que va dir que havia engendrat. La confessió d'Abe, en els anys posteriors a la seva aparició, es va convertir en la narrativa criminal femenina més difosa al Japó. Marran assenyala que Abe, a diferència dels autobiògrafs criminals anteriors, va destacar la seva sexualitat i l'amor que sentia per la seva víctima.

## Vida posterior
En sortir de la presó, Abe va assumir un àlies. Com a amant d'un "home seriós" al qual es referia a les seves memòries com "Y", es va traslladar primer a la prefectura d'Ibaraki i després a la prefectura de Saitama. Quan els amics i la família d'Y van conèixer la veritable identitat d'Abe, va trencar la seva relació.
Després de la Segona Guerra Mundial, el govern de Yoshida, amb la voluntat d'atraure l'atenció del públic des de la política i la crítica a les autoritats ocupants, va encoratjar una política "3-S": "esports, pantalla, i el sexe". Els escrits d'abans de la guerra, com ara The Psychological Diagnosis of Abe Sada (1937) representen Abe com un exemple dels perills de la sexualitat femenina desenfrenada i com una amenaça per al sistema patriarcal. A la postguerra, va ser tractada com una crítica del totalitarisme i un símbol de la llibertat de les ideologies polítiques opressores. Abe es va convertir en un tema popular a la literatura. tant d'alta com de baixa qualitat. L'escriptor de buraiha Sakunosuke Oda va escriure dues històries basades en Abe, i un article del juny de 1949 va assenyalar que recentment Abe havia intentat esborrar el seu nom després que s'hagués utilitzat en una "muntanya" de llibres eròtics.
El 1946, l'escriptor Ango Sakaguchi va entrevistar a Abe, tractant-la com una autoritat tant en sexualitat com en llibertat. Va anomenar Abe una "figura tendra i càlida de la salvació per a les generacions futures". El 1947 Les confessions eròtiques d'Abe Sada d'Ichiro Kimura es va convertir en un best-seller nacional, amb més de 100.000 còpies venudes. El llibre tenia la forma d'una entrevista amb Abe, però en realitat es basava en els registres d'interrogatori de la policia. Com a resposta a aquest llibre, Abe va escriure la seva pròpia autobiografia, Memòries d'Abe Sada, que es va publicar l'any 1948. En contrast amb la representació de Kimura d'ella com una pervertida, va destacar el seu amor per Ishida. La primera edició de la revista Veritable història (実話, Jitsuwa), el gener de 1948, presentava fotos inèdites de l'incident amb el titular "Ero-guro del segle! Primer llançament públic. Imatge de l'incident d'Abe Sada". Com a reflex del canvi de to dels escrits sobre Abe, el número de juny de 1949 de Monthly Reader la va anomenar "Heroïna d'aquella època" per seguir els seus propis desitjos en una època de "falsa moralitat" i opressió.
Abe va aprofitar la seva notorietat assegut per a una entrevista a una revista popular i va aparèixer durant diversos anys a partir de 1947 en una producció escènica itinerant d'un acte anomenada Shōwa Ichidai Onna (Una dona del període Shōwa) sota la direcció de la dramaturga Nagata Mikihiko. El 1952 va començar a treballar al Hoshikikusui, un pub de classe treballadora a Inari-chō al centre de Tòquio. Abe va viure una vida de baix perfil al barri de Shitaya de Tòquio durant els següents 20 anys, i l’associació de restaurants del seu barri li va donar un premi d’"empleada model". Més d'una vegada, durant la dècada de 1960, el crític de cinema Donald Richie va visitar l'Hoshikikusui. A la seva col·lecció de perfils, Japanese Portraits, descriu Abe fent una entrada dramàtica en un grup bulliciós de bevedors. Baixava lentament una llarga escala que conduïa al mig de la multitud, fixant una mirada altiva en els individus del seu públic. Els homes del pub responien posant-se les mans a l'entrecuix i cridant coses com: "Amaga els ganivets!" i "Tinc por d'anar a fer pipí!" L'Abe donava una bufetada a la barana amb ràbia i mirava la multitud en un silenci incòmode i complet, i només llavors continuava la seva entrada, xerrant i abocant begudes de taula en taula. Richie comenta: "...en realitat havia escanyat un home fins a la mort i després li va tallar el membre. Hi havia una esgarrifança consegüent quan Sada Abe et donava un cop a l'esquena."
El 1969, Abe va aparèixer a la secció "Incident Sada Abe" del documental dramatitzat del director Teruo Ishii Història de crims esgarrifosos comesos per dones en les Eres Meiji, Taishō, i Shōwa (明治大正昭和　猟奇女犯罪史, Meiji Taishō Shōwa Ryōki Onna Hanzaishi), i l'última fotografia coneguda d’Abe va ser presa l'agost d'aquell any. Va desaparèixer de la vista pública l'any 1970. Quan planejava la pel·lícula Ai no korīda a mitjans dels anys setanta, sembla que el director Nagisa Ōshima va buscar l'Abe i, després d'una llarga recerca, la va trobar, amb els cabells esquilats, en un convent de Kansai.

## Llegat
Dècades després de l'incident i de la seva desaparició, Abe continua despertant l'interès del públic:
- Mutsuo Toi es va interessar pel cas d'Abe i havia començat a escriure una novel·la, Yūtokaiōmaru (雄図海王丸). Dos anys després del crim d'Abe, Toi va perpetrar la massacre d'un sol tirador més mortal de la història del Japó abans de suïcidar-se.[69][70]
- A més del documental en què la mateixa Abe va aparèixer poc abans de desaparèixer de la vista pública, i la pel·lícula de 1976 Ai no korīda, s'han fet almenys tres pel·lícules d'èxit basades en sobre la història. La pel·lícula de 1983, Sexy Doll: Abe Sada Sansei, va fer servir el nom d'Abe al títol.[71] El 1998, es va publicar una biografia d'Abe de 438 pàgines al Japó,[64] i el 2005 es va publicar el primer llibre sobre Abe en anglès de William Johnston Geisha, Harlot, Strangler, Star: A Woman, Sex, and Morality in Modern Japan.[72]
- El músic noise japonès Merzbow va adoptar l'àlies Abe Sada per a un primer projecte musical. Només va publicar un disc amb aquest nom, el 1994 de 7" Original Body Kingdom/Gala Abe Sada 1936.[73]
- El març de 2007, la banda de noise de Perth, Austràlia, anomenada Abe Sada va guanyar una beca de música contemporània del Departament de Cultura i Arts d'Austràlia per fer una gira al Japó al juny i juliol de 2007.[74]

## Sada Abe en literatura
- Sada, Abe. 阿部定手記―愛の半生 (en japonès).  Tòquio: Chuokoron sha, 1998. ISBN 978-4-12-203072-5.
- Funabashi, Seiichi. Abe Sada gyōjō-ki (en japonès), 1947.
- Fuyuki, Takeshi. Aiyoku ni nakinureta onna—Abe Sada no tadotta hansei (en japonès), 1947.
- Kimura, Ichirō. お定色ざんげ―阿部定の告白 (en japonès).  Tòquio: Kawade Shobo Shinsha, 1947. ISBN 978-4-309-40530-8.
- Nagata, Mikihiko. Jitsuroku: Abe Sada/Jōen ichidai onna (en japonès), 1950–1951.
- Oda, Sakunosuke. Sesō (en japonès), 1946.
- Oda, Sakunosuke. Yōfu (en japonès), 1947.
- Satō, Makoto. Abe Sada's Dogs, avant-garde play.[75]
- Sekine, Hiroshi (1971). "Abe Sada", poem.[76]
- Tōkyō Seishin Bunsekigaku Kenkyōjo (1937). The Psychoanalytic Diagnosis of Sada Abe (Abe Sada no seishin bunseki teki shindan).[77]
- Watanabe, Junichi. Shitsuraken, 1997. (novel modeled on the Abe Incident)[78]

## Sada Abe al cinema
La mateixa Abe va aparèixer a la secció "Sada Abe Incident" del documental de Teruo Ishii de 1969 Història de crims esgarrifosos comesos per dones a les Eres Meiji, Taisho i Showa (明治大正昭和　猟奇女犯罪史, Meiji Taishō Shōwa Ryōki Onna Hanzaishi); l’actriu Yukie Kagawa interpretava Abe.
També hi ha hagut almenys sis pel·lícules basades en la seva vida:
- 1975 – Es va estrenar Jitsuroku Abe Sada de Noboru Tanaka, només per a un públic japonès, però va ser eclipsat internacionalment pel seu successor més explícit que va sortir l'any següent.[79]
- 1976 – Ai no korīda de Nagisa Oshima que va ser àmpliament prohibida després del seu llançament, per escenes explícites de sexe i nuesa.[80]
- 1998 – Sada de Nobuhiko Obayashi protagonitzada Hitomi Kuroki.[81]
- 1999 – Heiseiban: Abe Sada: Anta ga Hoshii (平成版　阿部定　あんたが欲しい) de Sachi Hamano[82]
- 2009 – Pure, protagonitzada per Asa Akira[83]
- 2011 – Abe Sada Saigo no Nanokakan de Kyōko Aizome.[84]